# Vrouwenmarathon van Tokio 1999
De Vrouwenmarathon van Tokio 1999 was een marathon voor eliteloopsters op zondag 21 november 1999. In deze 21e editie van de Tokyo International Women's Marathon kwam de Japanse Eri Yamaguchi als eerste over de streep, in 2:22.12. Aangezien deze wedstrijd tevens om het Japans kampioenschap ging, won zij daarmee de nationale titel.

## Uitslagen
| rang   | naam               | land | tijd    |
| ------ | ------------------ | ---- | ------- |
| Goud   | Eri Yamaguchi      | JPN  | 2:22.12 |
| Zilver | Fatuma Roba        | ETH  | 2:27.05 |
| Brons  | Valentina Jegorova | RUS  | 2:28.06 |
| 4      | Jane Salumäe       | EST  | 2:28.56 |
| 5      | Masako Chiba       | JPN  | 2:29.00 |
| 6      | Junko Kataoka      | JPN  | 2:30.10 |
| 7      | Sun Yingjie        | CHN  | 2:30.29 |
| 8      | Mineko Yamanouchi  | JPN  | 2:30.35 |
| 9      | Hiromi Suzuki      | JPN  | 2:31.29 |
| 10     | Claudia Dreher     | GER  | 2:32.08 |
| 11     | Tomoko Kai         | JPN  | 2:32.40 |
| 12     | Taeko Terauchi     | JPN  | 2:33.13 |
| 13     | Hiroko Kinuki      | JPN  | 2:36.43 |
| 14     | Ljoebov Morgoenova | RUS  | 2:37.54 |
| 15     | Ryoko Kitajima     | JPN  | 2:39.17 |
| 16     | Eiko Yamazaki      | JPN  | 2:39.29 |
| 17     | Tomoko Kitamura    | JPN  | 2:40.28 |
| 18     | Emi Saegusa        | JPN  | 2:41.46 |
| 19     | Akemi Kuribayashi  | JPN  | 2:43.07 |
| 20     | Hiroi Kazama       | JPN  | 2:43.42 |
| 21     | Sayuri Kusutani    | JPN  | 2:43.57 |
| 22     | Wioletta Kryza     | POL  | 2:44.03 |
| 23     | Nobuko Ueki        | JPN  | 2:44.05 |
| 24     | Elena Makalova     | BLR  | 2:44.27 |
| 25     | Kaori Shinjo       | JPN  | 2:44.32 |

Tokyo International Marathon (alleen mannen)

1981 · 1982 · 1983 · 1984 · 1985 · 1986 · 1987 · 1988 · 1989 · 1990 · 1991 · 1992 · 1993 · 1994 · 1995 · 1996 · 1997 · 1998 · 1999 · 2000 · 2001 · 2002 · 2003 · 2004 · 2005 · 2006

Tokyo International Women's Marathon (alleen vrouwen)

1979 · 1980 · 1981 · 1982 · 1983 · 1984 · 1985 · 1986 · 1987 · 1988 · 1989 · 1990 · 1991 · 1992 · 1993 · 1994 · 1995 · 1996 · 1997 · 1998 · 1999 · 2000 · 2001 · 2002 · 2003 · 2004 · 2005 · 2006 · 2007 · 2008

Tokyo Marathon (beide)

2007 · 2008 · 2009 · 2010 · 2011 · 2012 · 2013 · 2014 · 2015 · 2016 · 2017 · 2018 · 2019 · 2020 · 2021 · 2022 · 2023 · 2024